# 5步曲
《5步曲》是日本歌手濱崎步的第2張迷你專輯，於2011年8月31日由avex trax與愛貝克思娛樂發行，其後亦在11月9日作為世界首張BDM版本音樂專輯發行。這是一張J-Pop迷你專輯，風格包括搖滾樂、中板歌曲與謠曲。作品的創作受到同年的311大地震影響，以紀錄濱崎在當下想說的話。迷你專輯收錄5首原創新曲，並分別獲浦田直也和俊浩客席獻聲。
本作獲得音樂評論家的正面評價，包括讚賞能夠引起跨世代以及跨品味的廣泛共鳴，以及自然地表達出當下成熟的濱崎。《5步曲》發行後獲得商業成功，分別空降《Oricon專輯榜》與日本《告示牌》專輯銷售榜的週榜冠軍，累積銷量突破21萬張，使滨崎步成为日本乐坛历史上出道连续13年专辑夺冠，并拥有18张冠军专辑的女歌手。
為了宣傳作品，濱崎分別登上音樂節目《MUSIC STATION》與《第62屆NHK紅白歌合戰》作現場表演，並在「愛貝克思夏日聯合國10周年紀念演唱會」和「濱崎步 ～POWER of MUSIC～ 2011 演唱會A」的後續場次上演唱收錄歌曲。

## 背景
2010年，濱崎步的第12張原創專輯《戀曲集》發行後登上《Oricon專輯榜》週榜冠軍，使她從出道專輯起連續第13年獲得冠軍專輯，專輯的相關日本巡迴演唱會「濱崎步 2011 巡迴演唱會 A～HOTEL Love songs～」亦決定在2011年舉辦。2011年3月11日，日本發生了芮氏地震規模9.0的大地震，濱崎利用自身的號召力，暫停在Twitter個人帳戶上公布演藝行程，改為臨時災訊中心，讓網民報導即時災情，以及張貼各地需要的物資清單。她的混音專輯系列《濱崎·不·一樣 7》，以及現場DVD《濱崎步 搖滾馬戲團巡迴演唱會最終場》和《A 50單曲～演唱會精選～》均受地震影響延期，而原訂的巡迴演唱會則改為以傳達「音樂的力量」的「濱崎步 ～POWER of MUSIC～ 2011 演唱會A」。
在此同時，濱崎亦與私交甚篤的新加坡攝影師紀嘉良在Twitter上交流對於災區的感想，並獲對方邀請擔任他拍攝的寫真集《LOVE & HOPE》封面模特兒，該作品蒐集全世界32個國家共200位女歌手的攝影照，以及鼓勵災民的話語。她也一改以往的發行慣例，踏入2011年後沒有推出任何單曲，而是直接發行收錄5首原創新曲的迷你專輯《5步曲》。作品的封面與相關照片拍攝，以及〈摯愛〉與〈光芒〉的音樂影片執導均由紀嘉良負責，而其他歌曲的音樂影片則由武藤真志執導。

## 創作與錄製
《5步曲》延續了濱崎步從出道起的填詞慣例，所有收錄曲均由其本人獨自填詞，創作概念受到同年發生的311大地震影響。曾為濱崎作曲及編曲〈幻鏡〉與〈戀曲〉等代表作的中野雄太負責〈前進〉和〈另一首歌〉的作曲，並同時為所有收錄曲編曲。曾參與濱崎《新起步》與《搖滾馬戲團》等專輯歌曲作曲的原一博則擔任〈為什麼...〉的作曲家。曾為濱崎創作〈給××之歌〉等早期熱門歌曲的星野靖彥擔任〈摯愛〉的作曲家。〈光芒〉由提摩西·維拉德作曲，他其後亦參與濱崎於翌年發行的專輯《派對女王》等歌曲的作曲。
《5步曲》的錄製工作在維特錄音室、華納音樂錄音室、愛貝克思錄音室、愛貝克思麻布錄音室，以及位於美國洛杉矶的唱片工場、優質之聲錄音室、西湖錄音室和拉臘比之聲錄音室進行。作品的製作班底亦包括美久月千晴、玉田豐夢與菲爾十世等日本與海外的音樂家，以及傑森·喬舒亞、森元浩二與史蒂夫·丘奇德等不同國家的技術人員。與濱崎以姊弟相稱的歌手浦田直也作為客席歌手獻唱〈另一首歌〉，此前濱崎亦曾以客席歌手的身分獻唱浦田的歌曲〈夢想〉。被濱崎稱為自己第二個弟弟的俊浩亦獲客席獻唱〈為什麼...〉，由於對方本身不太熟悉日語，因此濱崎在錄音時逐行教他歌詞的發音。

## 音樂與歌詞
迷你專輯的名稱《FIVE》由攝影師紀嘉良命名，代表著他對大眾以五感理解與感受作品封面照的期望。對於濱崎本人來說，作品本身沒有既定的概念，而是集合她在不同時期創作而各具風格的歌曲，從而形成一張迷你專輯以紀錄她在當下想說的話。《5步曲》是一張J-Pop作品，歌曲風格包括搖滾樂、中板歌曲與謠曲，所有歌曲的共同主題為「還沒到放棄時候的『希望』」。
〈前進〉是一首硬式搖滾歌曲。歌曲以優美的鋼琴旋律與溫柔的歌聲開始，其後則轉為強力的硬式搖滾聲音，並帶有「共同分享痛苦和溫柔，並化為活在明日的力量」的信息。〈另一首歌〉是一首音數較少的中板謠曲，主題為太過接近而失去重視之人的後悔，濱崎與浦田亦以和聲表達出歌曲的悲傷世界。
〈為什麼...〉也是一首中板謠曲，主題為失去重要愛情的男女之間的悲傷感情，《Oricon》的榑林史章形容歌曲有著能夠強力打動人心的龐大聲音。〈摯愛〉是一首主要以弦樂器及鋼琴伴奏的情歌，歌詞講述即使在冰冷目光的注視下不能好好前行，但是懷抱著「只想被你一人稱讚」的純真思想。〈光芒〉是一首從前奏起便有著猶如歷史劇般的壯大民族氛圍的歌曲，歌詞的世界觀就像邁向新世界一樣。

## 包裝與發行
《5步曲》於2011年8月31日由愛貝克思娛樂上架全球多國數位平台，並由avex trax於日本以CD版、CD+DVD版，以及限量製作的時空幻境CD版發行。各實體版均有獨家附贈內容，當中CD版附送歌曲〈摯愛〉的管弦樂版。CD+DVD版額外收錄5首歌曲的音樂影片及製作花絮，並附贈浦田直也客席演唱的隱藏曲目〈為什麼...〉，首批版本加送限時觀賞「濱崎步 2010-2011 跨年演唱會 A ～do it again～」演唱會完整幕後花絮的認證密碼。時空幻境CD版則附送替換式封面卡片，以及依照濱崎步舞台服裝所設計的遊戲《時空幻境 無盡傳奇》女主角蜜拉下載服裝。
台灣愛貝克思在9月2日發行同樣三版本實體唱片，並附送所有日本版唱片的附贈內容。香港愛貝克思在翌日發行CD版與CD+DVD，並附送所有日本版唱片的附贈內容。avex trax於11月9日在日本以全球首創的BDM形式發行作品，收錄內容與CD+DVD版完全一致，但沒有CD+DVD版首批版本加送的認證密碼。avex trax在2012年3月21日於日本以Playbutton形式重新發行《5步曲》，收錄內容與CD版完全一致。
《5步曲》的封面與相關照片均由攝影師紀嘉良拍攝。CD版的封面為眼睛閉上的濱崎半身側臉照。CD+DVD版、BDM版、數位版，以及Playbutton版均統一採用濱崎的大頭照作為封面。時空幻境CD版封面未有使用拍攝照片，而是由遊戲《時空幻境 無盡傳奇》女主角蜜拉重現濱崎在前一年演唱會曾穿著的服裝造型。

## 宣傳活動
2011年8月24日，《5步曲》的收錄曲〈為什麼...〉率先獨家上架RecoChoku的手機全曲下載，並展開歌曲的發行紀念活動，包括公開由網站用戶投票的濱崎步名曲排行榜，以及限時半價提供濱崎20首代表歌曲手機全曲下載。8月26日，手機社群網路服務mixi Mobile的「mixi Collection」功能提供迷你專輯版本的設計畫面，而收錄曲歌詞的手機壁紙則在翌日於mu-mo開放下載。濱崎步也在作品發行期間登上8月至10月的《ViVi》、《S Cawaii!》與《JELLY》等總共十本雜誌宣傳。
濱崎在2011年8月舉行的「愛貝克思夏日聯合國10周年紀念演唱會」上率先與浦田直也合唱了〈另一首歌〉與〈為什麼...〉，但由於對活動抱有不信任感而拒絕作為兩場東京演出的最後表演者，改為提前出場表演。年初起舉行的巡迴演唱會「濱崎步 ～POWER of MUSIC～ 2011 演唱會A」10月場次加入副標題「FINAL Chapter」，〈前進〉等三首迷你專輯收錄曲獲加入演唱曲目。演唱會最終場的副標題則改為「LIMITED EDITION」，並額外加入與浦田合唱的〈另一首歌〉，以及與俊浩合唱的〈為什麼...〉。濱崎亦分別在同年9月2日登上朝日電視台的音樂節目《MUSIC STATION》與浦田合唱的〈另一首歌〉，並在12月31日登上日本放送協會的音樂特別節目《第62屆NHK紅白歌合戰》演唱〈前進〉。

## 專業評價
《5步曲》發行後獲得音樂評論家的正面評價。《CD Journal》的編輯讚賞5首歌曲全數均有商業搭配，並迎來浦田直也與俊浩合作的迷你專輯有著豪華的內容。他亦表示作品洋溢出濱崎始終如一的「生存的困難」世界觀，並讚賞她為J-Pop女王。《hotexpress》的武川春奈讚賞作品強烈反映出濱崎的強大與美麗。她亦表示早已穩固歌姬地位的濱崎已經放開一切不必要的驕傲與固執，而只是繼續向前邁進，因此才會如此強大而美麗。
《Oricon》的榑林史章讚賞作品能夠引起跨世代以及跨品味的廣泛共鳴，而與當紅的男歌手合作也值得注意。他亦覺得作為自去年《戀曲集》後的原創新作，這正是歌迷期待已久的作品。《淘兒唱片》的加藤直子讚賞這是一張莊嚴、溫柔，以及華麗的迷你專輯，並自然地表達出當下成熟的濱崎。她亦稱讚具規模感的〈前進〉，以及兩首與溫柔男聲合唱的優美中板謠曲。

### 獎項
2012年，《5步曲》獲第4屆「DEG日本獎／藍光大獎」頒發「最佳互動獎」，以表彰作品的BDM版應用藍光光碟所具有的互動性，作為嶄新的音樂媒體。

## 商業成績
《5步曲》在發行首日隨即獲日本唱片協會認證為金唱片，代表出貨量達到10萬張，並以超過5.6萬張銷量登上《Oricon專輯榜》日榜冠軍，被官方預測將會成為該週的冠軍專輯。迷你專輯其後以超過12.7萬張銷量登上《Oricon專輯榜》週榜冠軍，成為濱崎在該榜的第18張冠軍專輯，並同時空降日本《告示牌》專輯銷售榜的週榜冠軍。
迷你專輯在發行次週蟬聯《Oricon專輯榜》週榜冠軍，成為濱崎自《（步）解》（2006年）後相隔約5年8個月再次連續兩週登上冠軍的專輯，並同時蟬聯日本《告示牌》專輯銷售榜的週榜冠軍。《5步曲》其後以超過18.9萬張銷量登上《Oricon專輯榜》的月榜冠軍，並在BDM版發行當週登上藍光光碟週榜第17位。迷你專輯其後同時登上《Oricon專輯榜》與日本《告示牌》專輯銷售榜2011年的年榜第30位。截至2024年8月，《5步曲》在日本的銷量已達到214,182張。
儘管未有作為單曲發行，但《5步曲》的所有收錄曲均在迷你專輯發布當週登上日本唱片協會的付費音樂下載榜前百名。〈前進〉與〈為什麼...〉亦在同週分別空降日本《告示牌》的熱門百大單曲榜第41位和第95位。〈前進〉其後在2014年8月獲日本唱片協會的單曲下載白金認證，代表在當地的全曲下載量已達到25萬次。

## 歌曲列表
| 《5步曲》 | 《5步曲》                                                  | 《5步曲》     | 《5步曲》 |
| 曲序      | 曲目                                                       | 作曲          | 时长      |
| --------- | ---------------------------------------------------------- | ------------- | --------- |
| 1.        | 前進 progress                                              | 中野雄太      | 5:05      |
| 2.        | 另一首歌（浦田直也客串） ANother song（feat. URATA NAOYA） | 中野雄太      | 5:21      |
| 3.        | 為什麼...（俊浩客串） Why...（feat. JUNO）                 | 原一博        | 3:57      |
| 4.        | 摯愛 beloved                                               | 星野靖彥      | 5:19      |
| 5.        | 光芒 BRILLANTE                                             | 提摩西·維拉德 | 5:58      |
| 总时长：  | 总时长：                                                   | 总时长：      | 25:27     |

| 《5步曲》 – CD+DVD版、BDM版隱藏曲 | 《5步曲》 – CD+DVD版、BDM版隱藏曲                     | 《5步曲》 – CD+DVD版、BDM版隱藏曲 | 《5步曲》 – CD+DVD版、BDM版隱藏曲 |
| 曲序                              | 曲目                                                  | 作曲                              | 时长                              |
| --------------------------------- | ----------------------------------------------------- | --------------------------------- | --------------------------------- |
| 6.                                | 為什麼...（浦田直也客串） Why...（feat. URATA NAOYA） | 原一博                            | 4:07                              |
| 总时长：                          | 总时长：                                              | 总时长：                          | 29:49                             |

| 《5步曲》 – CD版、Playbutton版附贈曲 | 《5步曲》 – CD版、Playbutton版附贈曲          | 《5步曲》 – CD版、Playbutton版附贈曲 | 《5步曲》 – CD版、Playbutton版附贈曲 |
| 曲序                                 | 曲目                                          | 作曲                                 | 时长                                 |
| ------------------------------------ | --------------------------------------------- | ------------------------------------ | ------------------------------------ |
| 6.                                   | 摯愛（管弦樂版） beloved（Orchestra version） | 星野靖彥                             | 6:10                                 |
| 总时长：                             | 总时长：                                      | 总时长：                             | 31:53                                |

| 《5步曲》 – DVD、藍光光碟 | 《5步曲》 – DVD、藍光光碟                                                             | 《5步曲》 – DVD、藍光光碟 | 《5步曲》 – DVD、藍光光碟 |
| 曲序                      | 曲目                                                                                  | 導演                      | 时长                      |
| ------------------------- | ------------------------------------------------------------------------------------- | ------------------------- | ------------------------- |
| 1.                        | 前進（音樂影片） progress（video clip）                                               | 武藤真志                  | 5:11                      |
| 2.                        | 另一首歌（浦田直也客串）（音樂影片） ANother song（feat. URATA NAOYA）（video clip）  | 武藤真志                  | 5:19                      |
| 3.                        | 為什麼...（俊浩客串）（音樂影片） Why...（feat. JUNO）（video clip）                  | 武藤真志                  | 4:06                      |
| 4.                        | 摯愛（音樂影片） beloved（video clip）                                                | 紀嘉良                    | 5:52                      |
| 5.                        | 光芒（音樂影片） BRILLANTE（video clip）                                              | 紀嘉良                    | 6:10                      |
| 6.                        | 前進（幕後花絮） progress（making clip）                                              |                           | 4:15                      |
| 7.                        | 另一首歌（浦田直也客串）（幕後花絮） ANother song（feat. URATA NAOYA）（making clip） |                           | 6:28                      |
| 8.                        | 為什麼...（俊浩客串）（幕後花絮） Why...（feat. JUNO）（making clip）                 |                           | 6:58                      |
| 9.                        | 摯愛（幕後花絮） beloved（making clip）                                               |                           | 7:21                      |
| 10.                       | 光芒（幕後花絮） BRILLANTE（making clip）                                             |                           | 5:57                      |
| 总时长：                  | 总时长：                                                                              | 总时长：                  | 57:39                     |

## 製作名單
資料來自《5步曲》的專輯注釋
音樂家
| - 濱崎步 – 主聲樂（全曲目） - 浦田直也 – 客席歌手（曲目2） - 俊浩 – 客席歌手（曲目3） - 美久月千晴 – 電貝斯（曲目1） - 玉田豐夢 – 附加鼓樂（曲目1）、鼓樂（曲目3） - 菲爾十世 – 結他（曲目1） - 秋月良太 – 附加結他（曲目1）、結他（曲目3、4） - 中野雄太 – 弦樂編排（曲目1、3－5）、編程（全曲目） | - Suzie Katayama & The Strings – 弦樂（曲目1） - 梶谷裕子 – 小提琴（曲目1、3、4） - 梶谷裕子弦樂團 – 弦樂（曲目5） - 廣谷順子 – 和聲（曲目3） - 克里斯·錢尼 – 結他（曲目4） - 溫尼·克勞伊塔 – 鼓樂（曲目4） - 川村由美 – 和聲（曲目5） - 提摩西·維拉德 – 附加和聲（曲目5） |

技術人員
- 大衛·萊查斯 – 混音（曲目1、4）、錄音
- 傑森·喬舒亞（英语：Jaycen Joshua） – 混音（曲目2）、錄音
- 森元浩二（日语：森元浩二） – 混音（曲目3、5）、錄音
- 史蒂夫·丘奇德（英语：Steve Churchyard） – 錄音
- 永山雄一 – 錄音
- 亞歷杭德羅·巴拉哈斯 – 次席工程
- 伊恩·芬德利 – 次席工程
- 吉瑟斯·加尼卡 – 次席工程
- 麥克·豪格 – 次席工程
- 板橋聖志 – 次席工程
- 宮本茂男 – 母帶製作

## 商業搭配
| 曲序 | 歌曲名稱      | 搭配項目                                    | 來源   |
| ---- | ------------- | ------------------------------------------- | ------ |
| M-1  | 〈前進〉      | PlayStation 3《時空幻境：無盡傳奇》主題曲   | [ 71 ] |
| M-2  | 〈另一首歌〉  | BeeTV《sweetTV》主題曲                      | [ 71 ] |
| M-3  | 〈為什麼...〉 | H.I.S.台灣宣傳主題曲                        | [ 71 ] |
| M-3  | 〈為什麼...〉 | RecoChoku電視廣告曲                         | [ 71 ] |
| M-4  | 〈摯愛〉      | 日本電視台《我家好宅大公開》2011年8月主題曲 | [ 71 ] |
| M-5  | 〈光芒〉      | Music.jp電視廣告曲                          | [ 71 ] |

## 榜單排名
| 週榜單（2011年）               | 最高 位置 |
| ------------------------------ | --------- |
| 日本（《告示牌》專輯銷售榜）   | 1         |
| 日本（Oricon專輯榜）           | 1         |
| 日本（Oricon藍光光碟榜） BDM版 | 17        |

| 月榜單（2011年）     | 最高 位置 |
| -------------------- | --------- |
| 日本（Oricon專輯榜） | 1         |

| 年榜單（2011年）             | 位置 |
| ---------------------------- | ---- |
| 日本（《告示牌》專輯銷售榜） | 30   |
| 日本（Oricon專輯榜）         | 30   |

## 認證與銷量
| 地區                 | 认证 | 认证单位/销量 |
| -------------------- | ---- | ------------- |
| 日本（日本唱片協會） | 金   | 214,182       |

## 發行歷史
| 地區 | 日期          | 形式       | 廠牌         | 來源   |
| ---- | ------------- | ---------- | ------------ | ------ |
| 多國 | 2011年8月31日 | 線上下載   | 愛貝克思娛樂 | [ 32 ] |
| 日本 | 2011年8月31日 | CD CD+ DVD | avex trax    | [ 33 ] |
| 台灣 | 2011年9月2日  | CD CD+ DVD | 台灣愛貝克思 | [ 34 ] |
| 香港 | 2011年9月3日  | CD CD+ DVD | 香港愛貝克思 | [ 37 ] |
| 日本 | 2011年11月9日 | BDM        | avex trax    | [ 40 ] |
| 日本 | 2012年3月21日 | Playbutton | avex trax    | [ 41 ] |